# (4017) Disneya
(4017) Disneya (1980 DL5) – planetoida z grupy pasa głównego asteroid okrążająca Słońce w ciągu 4,16 lat w średniej odległości 2,59 j.a. Odkryta 21 lutego 1980 roku.